# Pantilius
Genre
Pantilius est un genre d'insectes hétéroptères (punaises) de la famille des Miridae rencontré dans la région paléarctique. 
Il est classé dans la sous-famille des Mirinae et la tribu des Mirini. 

## Espèces comprises dans le genre
3 espèces ont été classées dans ce genre: 
- Pantilius gonoceroides Reuter 1903, présente dans l'Himalaya, au Népal et au Tibet;
- Pantilius hayashii Miyamoto & Yasunaga 1989, trouvée sur l'ìle de Honshu au Japon, et en Corée;
- Pantilius tunicatus (Fabricius 1781), largement distribuée dans presque toute l'Europe et en Sibérie[2].

## Description
Ces punaises ont un corps plutôt grand, robuste et sub-parallèle, avec la face dorsale recouverte de courts poils raides sombres et d'une pubescence argentée caduque. Elles sont notamment caractérisées par un profond sillon longitudinal situé sur le vertex, entre les yeux. Le second segment des antennes est deux fois plus long que le troisième et le quatrième réunis. les côtés du pronotum sont carénés. 

## Taxonomie
Le genre a été décrit par l'entomologiste John Curtis en 1833, dans son article "Characters of some undescribed genera and species, indicated in the guide to an arrangement of British insects", publié dans The Entomological. Magazine, 1, pp. 186-199, page 197. 
Il est séparé en deux sous-genres : 
- le sous-genre Pantilius, qui comprend l'espèce Pantilius tunicatus,
- le sous-genre Coreidomiris, décrit par Yasunaga en 1992 dans "On the Palearctic genus Pantilius Curtis (Heteroptera: Miridae)". Bulletin of the Biogeographical Society of Japan  47: p. 109-116[4], qui contient les deux autres espèces, P. gonoceroides et P. hayashii.

Il a comme synonyme Conometopus Fieber 1858. 
L'espèce type du genre est Pantilius tunicatus.
Ce genre est très proche du genre Cheilocapsus.